# Armazi (deus)
Armazi ou Armaz (em georgiano: არმაზი), de acordo com as crônicas georgianas da Idade Média, era a divindade suprema no panteão do Reino da Ibéria pré-cristã.

## História
A tradição literária georgiana credita ao primeiro rei da Ibéria, Farnabazo I (século III a.C.), a elevação do ídolo Armazi – supostamente nomeado em sua homenagem – numa montanha em sua capital, e a construção da fortaleza de Armazi. A Vida de Nino (século IX ou X) descreve a estátua de Armazi como "um homem de bronze em pé; preso ao seu corpo estava uma armadura dourada de correntes, em sua cabeça um capacete forte; para os olhos, tinha esmeraldas e berilos, em suas mãos, segurava um sabre brilhando como um relâmpago e girava em suas mãos". O mesmo relato afirma que Santa Nina (século IV) testemunhou a celebração de uma grande festa de dedicação ao ídolo, e quando começou a rezar, o ídolo foi queimado por um raio.
A divindade hitita/luvita Arma era o deus da lua e aparece num grande número de nomes pessoais teofóricos (por exemplo, Armaziti, "Homem de Arma"). O nome Armazi, bem como Armavir, uma das capitais do Reino da Armênia, pode ter se originado desse deus. No relato de Moisés de Corene a respeito da destruição dos ídolos por Santa Nina, alega-se que ela destruiu o ídolo de Aramasde, o deus maior do panteão armênio, implicando que havia uma correlação entre essas divindades. Ambas eram divindades tidas como associadas ao trovão e Aramasde, em particular, foi reinterpretado no Período Helenístico como Zeus pelos gregos. A conversão da Ibéria menciona brevemente uma longa contenda entre Armazi e o deus dos caldeus Itruxana que reflete uma tendência nos textos georgianos de distinguir a religião ancestral georgiana, que estava ligada aos ídolos, e a religião iraniana, associada ao culto ao fogo sagrado.